# Пайтген, Хайнц-Отто
Хайнц-Отто Пейтген (родился 30 апреля 1945 года в Брухе, Нюмбрехт недалеко от Кёльна) — немецкий математик и был президентом Университета Якобса с 1 января 2013 года по 31 декабря 2013 года. Пейтген внес свой вклад в изучение фракталов, теории хаоса и вычислений медицинских изображений, а также помог представить фракталы широкой публике.

## Биография и карьера
Пейтген изучал математику, физику и экономику с 1965—1971 год в Бонне, где в 1973 году получил степень доктора философии. Его докторская диссертация была озаглавлена как «Asymptotische Fixpunktsätze und Stabilität» (нем. «Асимптотические теоремы о неподвижной точке и устойчивость»).
После получения абилитации в 1977 году ему было присвоено звание профессора математики в Бременском университете, где он проработал до 2012 года. Там он участвовал в создании и развитии Института динамических систем, где в 1982 году организовал лабораторию компьютерной графики для математических экспериментов. С 1992 года Пейтген занимал должность директора Центра сложных систем и визуализации (Centrum für Complexe Systeme und Visualisierung — CeVis) Бременского университета. Его исследовательские специальности включают математику, информатику и вычисления медицинских изображений, а также особое внимание уделяют алгебраической топологии, нелинейному функциональному анализу, уравнениям в частных производных, функционально- дифференциальным уравнениям, динамическим системам, численному анализу, теории хаоса, фрактальной геометрии, компьютерной графике, обработке изображений и анализ изображений и данных, а также обработка медицинских изображений с упором на медицинскую диагностику и хирургию с особым акцентом на онкологию, а также нейродегенеративные и сердечно-сосудистые заболевания . В начале своей карьеры в 1970 году он внес свой вклад в вычислительную алгебраическую топологию. Позже, в 1980-х, он возглавил фрактальную геометрию в компьютерной графике, а в начале 1990-х ввел теорию хаоса и фрактальную геометрию в математическое образование и возглавил реформы в подготовке учителей в США. Вторая половина его карьеры была почти полностью посвящена цифровым приложениям в медицине, в частности, в радиологии и хирургии.
Пейтген одновременно занимал должности профессора в Германии и США. С 1985 по 1991 год он был не только профессором в Бременском университете, но и профессором математики в Калифорнийском университете в Санта-Крус; а с 1991 по 2012 год он был профессором математики и биомедицинских наук в Атлантическом университете Флориды в Бока-Ратон . В настоящее время, будучи на пенсии из Бременского университета, он является почетным профессором Атлантического университета Флориды. В 1995 году он основал некоммерческий Центр вычислений медицинских изображений MeVis Research GmbH в Бремене, который в начале 2009 года стал институтом Общества Фраунгофера и теперь называется Fraunhofer MEVIS — Институт вычислений медицинских изображений. Пейтген оставил пост директора института в 2012 году, после ухода из Бременского университета. В 1997 году Пейтген и несколько его коллег основали коммерческую компанию MeVis Medical Solutions AG MMS, которая с 2007 года котируется на фондовой бирже Германии. MMS является одним из ведущих мировых независимых производителей программных продуктов для медицины, основанной на изображениях, в частности для цифровой радиологии . Благодаря своим программным решениям он предоставляет практикующим врачам существенную дополнительную ценность в скрининге и диагностике, а также в планировании терапии и вмешательства при раке, особенно раке молочной железы, неврологии и легочных заболеваниях. Пейтген занимал пост председателя наблюдательного совета с 2006 по 2015 год.
Пейтген был назначен заведующим кафедрой в нескольких немецких и американских университетах и работал приглашенным профессором в университетах Бельгии, Бразилии, Канады, США, Мексики и Италии. Он является автором нескольких отмеченных наградами книг, которые были переведены на немецкий, итальянский, японский, китайский, польский, русский и другие языки и стали мировыми бестселлерами. Более того, он создал серию фильмов, которые помогли популяризировать фрактальную геометрию и теорию хаоса во всем мире. Он является соредактором нескольких профессиональных журналов с международной читательской аудиторией.
В 1992 году Пейтген был избран членом Европейскойакадемии наук и искусств, а в 2008 году стал членом Гёттингенской академии наук . В 2015 году избран деканом IV класса — естественных наук Европейской академии наук и искусств. В 2015 году Пейтген был награждён званием Доктора Технических Наук Университета Отто фон Герике в Магдебурге за заслуги в области обработки медицинских изображений.

## Руководство университета
1 января 2013 г. д-р Пейтген занял пост президента Университета Якобса (бывший Международный университет Бремена), Бремен, Германия. Он был преемником бывшего президента Иоахима Треуша. Он ушел в отставку в конце 2013 года.

## Награды
- 1996: Крест за заслуги перед Федеративной Республикой Германия 1-й степени.
- 1999: Карл Хайнц Беккуртс-Прейс для исследований и инноваций[7]
- 2005: Werner-Körte-Medaille in Gold der Deutschen Gesellschaft für Chirurgie (DGCH)[8]
- 2006: введен в должность члена Зала славы научного колледжа Чарльза Э. Шмидта во Флориде, Атлантика, вместе с Бенуа Б. Мандельбротом[9]
- 2006: "Премия немецкого основателя" 2006 в категории «Мечтатели»
- 2013: Медаль Фраунгофера[10]

## Избранные книги
- Красота фракталов, Springer, Heidelberg, 1986 (совместно с П. Х. Рихтером)
- Наука фрактальных изображений, Springer Verlag, Токио, Springer, Нью-Йорк, 1988 (совместно с Д. Саупе)
- Метод Ньютона и динамические системы, Kluwer Academic Publishers, Дордрехт, 1989 г.
- Fractals for the Classroom — Part One, Springer-Verlag, Нью-Йорк, и NCTM, 1991 (совместно с Х. Юргенсом и Д. Саупе)
- Fractals for the Classroom — Part Two, Springer-Verlag, Нью-Йорк, и NCTM, 1992 (совместно с Х. Юргенсом и Д. Саупе)
- Фракталы для класса — Стратегическая деятельность, Vol. 1, Springer-Verlag, Нью-Йорк, и NCTM, 1990 (совместно с Х. Юргенсом, Д. Саупе, Э. Малецки, Т. Персианте и Л. Юнкером)
- Фракталы для класса — Стратегическая деятельность, Vol. 2, Springer-Verlag, Нью-Йорк, и NCTM, 1992 (совместно с Х. Юргенсом, Д. Саупе, Э. Малецки, Т. Персианте и Л. Юнкером)
- Фракталы для класса — Стратегическая деятельность, Vol. 3, Springer-Verlag, Нью-Йорк, и NCTM, 1999 (совместно с Х. Юргенсом, Д. Саупе, Э. Малецки, Т. Персианте)
- Хаос и фракталы: новые рубежи науки, Springer-Verlag, 1992 (совместно с Х. Юргенсом и Д. Саупе); 2-е издание 2004 г.,ISBN 0387202293

## Использованная литература
- Информация dienst Wissenschaft